# Ligne Tōhō
La ligne Tōhō (東豊線, Tōhō-sen) est une ligne du métro de Sapporo au Japon. Elle relie la station de Sakaemachi à celle de Fukuzumi. Longue de 13,6 km, elle traverse Sapporo en passant par les arrondissements de Higashi, Chūō, et Toyohira. Sur les cartes, la ligne est identifiée avec la lettre H et sa couleur est bleue.

## Histoire
Douze ans ont été nécessaires pour qu'une troisième ligne de métro soit inaugurée à Sapporo après la seconde, la ligne Tōzai. La construction débuta en juillet 1983.
Le premier tronçon de la ligne Tōhō a été ouvert le 2 décembre 1988 entre Sakaemachi et Hōsui-Susukino (8,1 km, 9 stations). La ligne a ensuite été prolongée vers Fukuzumi le 14 octobre 1994 (5,5 km, 5 stations).

## Caractéristiques

### Ligne
- Guidage par rail central
- Alimentation : 1 500 V par caténaire
- Vitesse maximale : 70 km/h

### Automatismes et signalisation
La ligne a été équipée d'un système de contrôle et de surveillance de signalisation et de contrôle des trains. Le système a été conçu et réalisé par la société Nippon Signal.

### Matériel roulant
Les rames de métro sur pneumatiques de la série 7000 pour la ligne Tōhō furent fabriquées par Kawasaki Heavy Industries dans ses usines de Hyōgo. Les trains furent développés en utilisant l'expérience acquise avec les rames de la série 6000 sur la ligne Tōzai. La longueur de la caisse de 18 m, sa largeur de 3 080 mm et sa hauteur de 3 915 mm sont identiques aux voitures de la série 6000. Cependant, la structure a été repensée pour fournir assez d'espace pour accueillir 138 au lieu de 126 passagers par voiture. Une flotte de 15 rames de quatre voitures fut initialement mise en service. Ces rames furent utilisées jusqu'en 2016.

### Stations

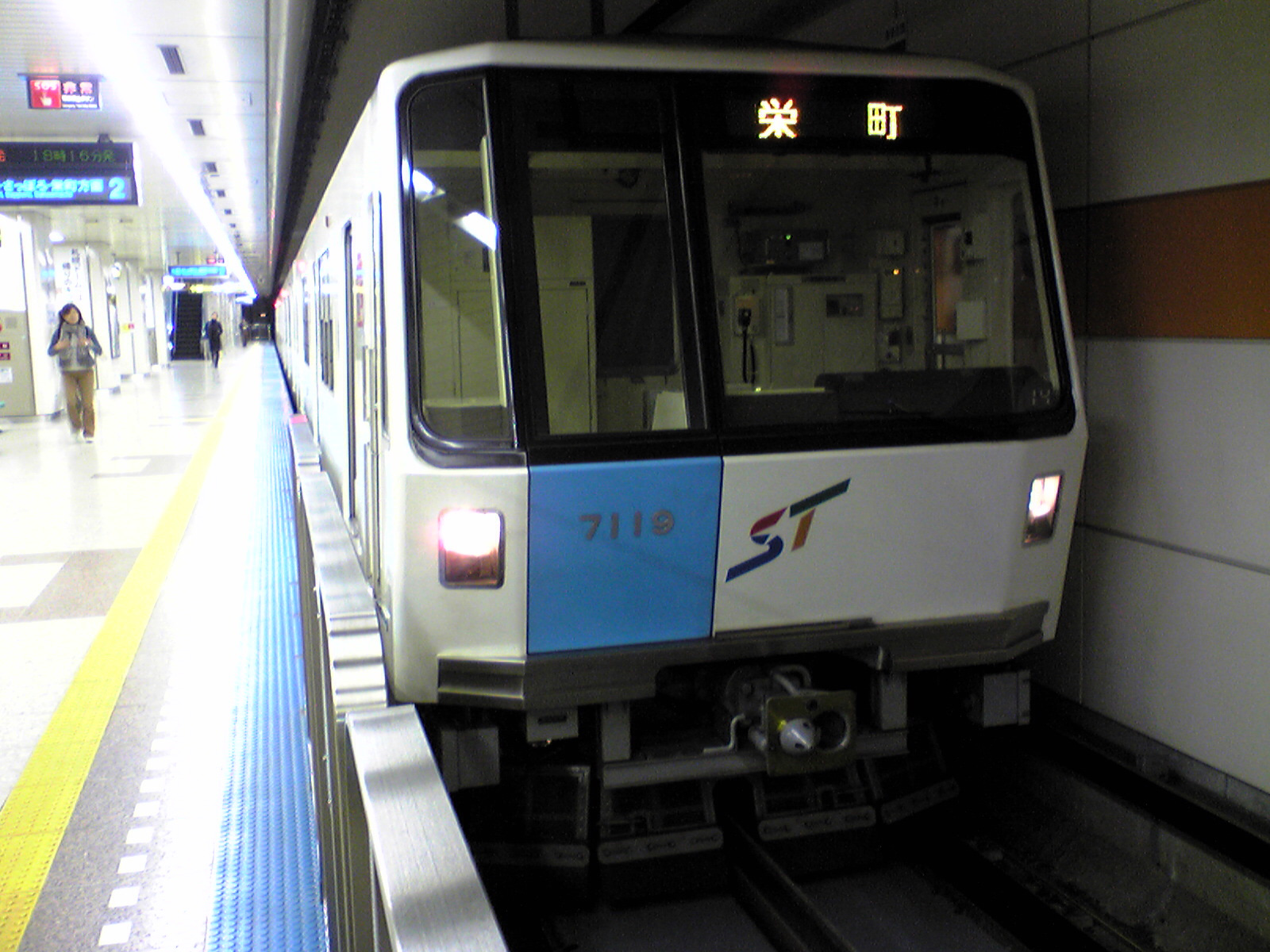
Une rame série 7000 à la station Fukuzumi

La ligne Tōhō comporte 14 stations, identifiées de H01 à H14.
| Numéro | Station               | Nom japonais | Distance (km) | Correspondances                                      | Arrondissement |
| ------ | --------------------- | ------------ | ------------- | ---------------------------------------------------- | -------------- |
| H01    | Sakaemachi            | 栄町         | 0             |                                                      | Higashi        |
| H02    | Shindo higashi        | 新道東       | 0,9           |                                                      | Higashi        |
| H03    | Motomachi             | 元町         | 2,1           |                                                      | Higashi        |
| H04    | Kanjo dori higashi    | 環状通東     | 3,5           |                                                      | Higashi        |
| H05    | Higashi kuyakusho mae | 東区役所前   | 4,5           |                                                      | Higashi        |
| H06    | Kita jusanjo higashi  | 北13条東     | 5,4           |                                                      | Higashi        |
| H07    | Sapporo               | さっぽろ     | 6,7           | Métro de Sapporo : Namboku JR Hokkaido : Hakodate    | Chūō           |
| H08    | Odori                 | 大通         | 7,3           | Métro de Sapporo : Namboku, Tōzai Tramway de Sapporo | Chūō           |
| H09    | Hosui Susukino        | 豊水すすきの | 8,1           | Tramway de Sapporo                                   | Chūō           |
| H10    | Gakuen mae            | 学園前       | 9,5           |                                                      | Toyohira       |
| H11    | Toyohira koen         | 豊平公園     | 10,4          |                                                      | Toyohira       |
| H12    | Misono                | 美園         | 11,4          |                                                      | Toyohira       |
| H13    | Tsukisamu chuo        | 月寒中央     | 12,6          |                                                      | Toyohira       |
| H14    | Fukuzumi              | 福住         | 13,6          |                                                      | Toyohira       |

## Exploitation
La ligne Tōhō utilise 20 rames de métro sur pneumatiques de la série 9000 à 4 voitures depuis 2015, soit 80 voitures.